# 木田貴明
木田 貴明（きだ たかあき、1995年7月16日 - ）は、石川県加賀市出身のバスケットボール選手である。ポジションはスモールフォワード。アルティーリ千葉所属。

## 来歴
2014年4月に金沢高等学校より青山学院大学に進む。大学では1つ上の先輩に安藤周人がいる。
青山学院大学バスケットボール部では4年時にキャプテンを務めている。
在学中に特別指定選手契約にて、2017年12月より地元の石川県にある金沢武士団に入団。
2019年6月、熊本ヴォルターズに入団。出場回数45回（うちスターティング37回）・総プレイタイム1057.07分。3P成功率36.7％・FT成功率75.5％など攻撃の要として活躍する。
2020-21シーズンは出場回数52回（うちスターティング41回）・総プレイタイム1440.20分。シーズン途中負傷のため欠場したが、3P成功率35.5％・FT成功率88.9％など活躍した。
2022-23シーズンよりB2に昇格したアルティーリ千葉に移籍
特徴
高校時代、大学時代とチーム内トップのハイスコアラーであり、プロになってからもゾーンに入ると爆発的なスコアを度々残している。2019-2020シーズンよりリーグ内でも日本人選手におけるPPG(１試合平均得点)は常に上位である。
補足
熊本ヴォルターズでは、本人を含めて佐々木隆成と本村亮輔の同年代3人の選手にて魔界トリオと言われており、2020年シーズンよりグッズが販売されている。

## 経歴
- 加賀市立錦城中学校 - 金沢高等学校 - 青山学院大学 - 金沢武士団（2017年 - 2019年）- 熊本ヴォルターズ（2019年 - 2022年） - アルティーリ千葉（2022年 - ）